# Ljungbyholm–Karlslunda Järnväg
Ljungbyholm–Karlslunda Järnväg var en smalspårig järnväg från Ljungbyholm vid Kalmar–Torsås Järnväg till Påryd i Kalmar län. 

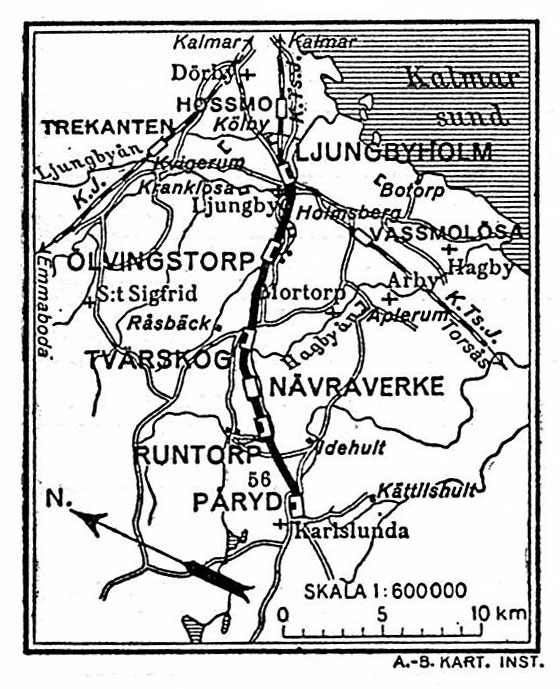
LCJ. Karta 1926.

## Historik
Efter invigningen av Kalmar–Torsås Järnväg 1899 väcktes intresset för en järnväg i Karlslunda. Det fanns två förslag: vad som blev Ljungbyholm–Karlslunda Järnväg och en normalspårig järnväg från Nybro vid Kalmar järnväg. Den 7 april 1905 beviljades koncessionen för sträckan Ljungbyholm–Karlslunda och koncessionen för den normalspåriga järnvägen avslogs. Aktier i bolaget tecknades av Kalmar stad 50 000 kronor, Karlslunda landskommun 50 000 kronor, Mortorps landskommun 25 000 kronor och Ljungby landskommun 15 000 kronor. Kostnaden för järnvägen beräknades till 315 000 kronor utan fordon. Efter flera försök att få Kalmar läns södra landsting att gå i borgen som inte beviljades tecknade styrelsen och Karlslunda landskommun ett lån på 190 000 kronor. Bolaget hade förhandlat med Kalmar–Torsås Järnväg om att de skulle trafikera den nya järnvägen men när det inte blev någon överenskommelse tog bolaget ett lån på 100 000 kronor med kommunerna som hade tecknat aktier som borgenärer. Den totala kostnaden 1909  för byggandet av järnvägen med fordon var 487 000 kronor.
Bolaget vill att förutom Karlslunda landskommun alla andra kommuner som hade tecknat aktier också skulle gå i borgen för lånet på 190 000 kronor. Kalmar stad var villig men inte Ljungby och Mortorp. Järnvägen såldes på exekutiv auktion den 28 november 1911 till Karlslunda landskommun för 190 000 kronor och samma dag bildades Ljungbyholm–Karlslunda Nya Järnvägsaktiebolag.
En förlängning från Påryd till Vissefjärda station vid Karlskrona–Växjö Järnväg diskuterades under 1920-talet. Bolaget vill 1917 att Kalmar–Torsås Järnväg skulle köpa järnvägen men det dröjde till 1929 innan Kalmar–Torsås Järnväg tog över aktiemajoriteten. Även efter övertagandet fortsatte Ljungbyholm–Karlslunda Järnväg som ett eget bolag.
Statens Järnvägar tog över trafiken den 1 juli 1940, när aktiemajoriteten i Kalmar–Torsås Järnväg togs över av ett statligt bolag. Aktierna i Ljungbyholm–Karlslunda Järnväg överfördes till ett statligt bolag när Kalmar–Torsås Järnväg blev statligt 1941, eftersom planen var att Ljungbyholm–Karlslunda Järnväg skulle läggas ner efter kriget. Järnvägen blev slutligen statlig 1948.

### Banan
Infarten till Ljungbyholm byggdes om med en dubbelspårig bro över Ljungbyån i början på 1920-talet.

### Fordon
Två begagnade tanklok - tillverkade 1873 av Fletcher Jennings och 1901 av Motala Verkstad - köptes 1907 från Ulricehamn-Vartofta Järnväg, vilken hade byggts om till normalspår. Det fanns tre personvagnar och 34 godsvagnar som 1910 hade ökat till 38. Ett nytt tanklok köptes 1914 från Nydqvist & Holm, samtidigt som det äldsta ångloket skrotades. Loket från Motala Verkstad såldes 1937 till Byvalla–Långshyttans Järnväg. 

### Nedläggning
Persontrafiken upphörde den 1 oktober 1959 och godstrafiken den 1 juni 1960. Järnvägen revs samma år.

## Nutid
Längs större delen av banvall byggdes länsväg 520 som breddades efter nedläggningen av järnvägen. Det finns en kortare sträcka av banvallen kvar in till Påryd.

## Källhänvisningar